# Werner-Constantin von Droste zu Hülshoff

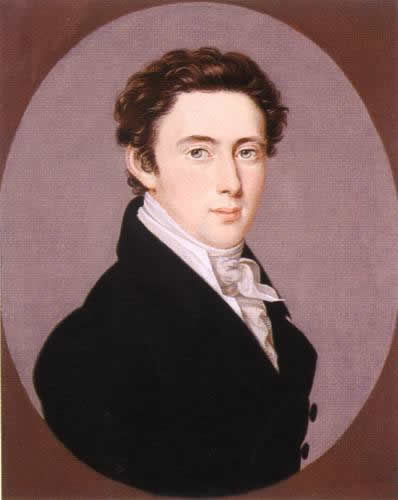
Werner-Constantin von Droste zu Hülshoff, Jugendbildnis 1820

Werner-Constantin Freiherr Droste zu Hülshoff (* 30. Juli 1798 auf Burg Hülshoff; † 23. Februar 1867 ebenda) war ein Mitglied des westfälischen Provinziallandtags, Kreisdeputierter und Gutsbesitzer, Mitglied des Malteserordens.

## Leben

### Herkunft und Ausbildung
Werner-Constantin (auch Werner-Konstantin) Freiherr Droste zu Hülshoff wurde als älterer Sohn von Clemens-August II. von Droste zu Hülshoff (1760–1826) und dessen Frau Therese-Louise von Haxthausen auf Burg Hülshoff geboren. Er wurde am 1. August 1798 in der Kirche St. Pantaleon in Roxel getauft. Er gehörte der 20. Generation seiner Familie an und war ein jüngerer Bruder von Jenny von Droste zu Hülshoff und der Dichterin Annette von Droste-Hülshoff. Der jüngste Bruder, Ferdinand, Forstmeister in Anhalt’schen Diensten, starb bereits jung. Werner-Constantin besuchte das Gymnasium Paulinum in Münster und studierte unter anderem Ökonomie an der Universität Bonn, wo er bei seinem Stiefonkel Werner von Haxthausen wohnte und wo sein Vetter Clemens-August von Droste zu Hülshoff später Professor wurde.

### Familie und Gutsbesitz
Am 11. Mai 1826 verheiratete er sich mit Karoline („Line“) Freiin von Wendt (1802–1881), die aus Schloss Gevelinghausen stammte und mit der er zwölf überlebende Kinder hatte, darunter Heinrich von Droste zu Hülshoff, Clemens Friedrich Freiherr Droste zu Hülshoff, Ferdinand von Droste zu Hülshoff, Carl Caspar von Droste zu Hülshoff und Elisabeth von Droste zu Hülshoff. Er hatte sie schon früh über seine Stief-Großmutter Anna-Maria von Haxthausen, geb. von Wendt in Schloss Bökerhof kennengelernt. Mit ihr bezog er zunächst zur Bewirtschaftung Schloss Wilkinghege, bis er nach dem Tod des Vaters 1826 die Bewirtschaftung des Familiengutes Burg Hülshoff mit Haus Rüschhaus übernahm. Er war durch die Zeitumstände zur Umstrukturierung des Gutsbetriebes gezwungen; es gelang ihm, diesen durch Ankauf der benachbarten Güter Haus Brock und Haus Vögeding zu erweitern. Er hatte ausgeprägte jagdliche und historische Interessen.

### Politisches Wirken
Bei aller kirchlich-konservativen Einstellung genoss Werner-Constantin das Vertrauen der ländlichen Bevölkerung, die ihn im Revolutionsjahr 1848 zum Chef einer Garde wählte, die sie zum Schutz ihres Eigentums vor vagabundierenden Revolutionären gebildet hatte. 1828 und 1830/1831 war er als Vertreter des Fürsten zu Salm-Horstmar, 1833 bis 1845, 1852 und 1856 als Vertreter des Fürsten zu Bentheim-Tecklenburg-Rheda und 1858 als Vertreter des Fürsten zu Sayn-Wittgenstein-Hohenstein Mitglied des Westfälischen Provinziallandtags. 1841 und von 1860 bis 1865 war Werner-Constantin von Droste zu Hülshoff Abgeordneter der Ritterschaft im Wahlbezirk Münster-Ost im westfälischen Provinziallandtag. Er war dort Mitglied verschiedener Kommissionen sowie der Armenkommission der Stadt Münster. Seine konservative standespolitische Einstellung trug unter anderem zum Abbruch der Beziehungen seiner Schwester Annette zu dem liberal gesinnten Levin Schücking bei, mit dem er aber nach ihrem Tode bei der Herausgabe ihrer Werke gut zusammenarbeitete. Die Dichterin Annette respektierte ihn als Familienoberhaupt, kommentierte aber seine Äußerungen in ihren Briefen teilweise auch kritisch.

### Kirchliches Wirken
In den Auseinandersetzungen mit der preußischen Regierung um das Kölner Ereignis war Werner-Constantin solidarisch mit dem gefangenen Bischof von Köln Clemens August Droste zu Vischering, einem entfernten Verwandten. Zusammen mit seinem Stiefonkel August von Haxthausen bemühte er sich um eine Wiederbelebung des deutschen Zweigs des Malteser-Ritterordens – nachdem bereits sein Ur-Ur-Ur-Urgroßonkel, Gottfried Droste zu Vischering (Großprior) ein führender Ordensritter gewesen war. Werner-Constantin schenkte der Kirchengemeinde St. Pantaleon in Roxel für den Friedhof eine Kreuzigungsgruppe aus der Werkstatt von Johann Wilhelm Gröninger; eine 1938 angefertigte Kopie befindet sich noch auf dem neuen Friedhof in Roxel.

### Bedeutung für seine Familie
Werner-Constantin sorgte für den Unterhalt seiner verwitweten Mutter und der zunächst bzw. dauerhaft unverheiratet gebliebenen Schwestern Jenny und Annette, die überwiegend auf Haus Rüschhaus lebten, sowie für eine sorgfältige Erziehung und Ausbildung aller seiner Kinder. Er wurde nicht nur Stammvater aller ins 20. und 21. Jahrhundert reichenden Familienzweige, sondern sammelte Urkunden zur Familiengeschichte, was von guten Lateinkenntnissen zeugt. Die von ihm begonnene Familiengeschichte, zu der er das Vorwort schrieb, konnte er nicht vollenden.

„Ich habe dieselbe aus Urkunden bearbeitet, welche ich in dem langen Zeitraum von ca. 30 Jahren aus allen möglichen Archiven des Landes nach Durchlesung vieler 1000 Urkunden zusammengebracht habe. Sie ist somit in soweit richtig, als überhaupt möglich ist, die Geschichte einer Familie, welche keine große Rolle in der Landesgeschichte gespielt hat, aufzustellen...Nur die wenigsten Familien des niederen Adels können ihre Stammbäume weiter bis in den Anfang des 13. Jahrhunderts hinaufführen und nur einzelnen mag es gelingen, höher hinauf zu reichen." Die Familiengeschichte wurde nach dem Tode von Werner-Constantin durch den Kaplan von Hülshoff, J. Holsenbürger, veröffentlicht. Darin ist auch die Mahnung abgedruckt, die Werner-Constantin an seine Kinder richtet: "Deshalb ermahne ich Euch auch zur Liebe und Eintracht untereinander; denn glaubt es nur, mein Nachfolger in den Gütern wird, wenn er, wie doch nothwendig, auch der Fortsetzer der Familie sein soll, mit Sorgen ohne Zahl zu kämpfen haben, selbst für den Fall, dass die Anforderungen seiner Geschwister auf das billige Maß normiert werden. Zweitens könnt Ihr aus dieser Geschichte lernen, dass Euere Vorfahren brave, gottesfürchtige Leute waren. Auch waren sie von den ältesten Zeiten her in den Wissenschaften gut bewandert, woran auch Ihr Euch ein Beispiel nehmen möget“

Auf den Forschungen von Werner-Constantin u. a. baut das Buch 900 Jahre Droste zu Hülshoff seines Ur-Urenkels Wilderich von Droste zu Hülshoff auf, in dem erstmalig aufgrund des zwischenzeitlich in die USA verkauft gewesenen Evangeliars des Stifts St. Mauritz (Münster) eine Ersterwähnung der Familie bereits 1147 nachgewiesen wird.

### Tod
Werner-Constantin starb am 27. Februar 1867 auf der Burg Hülshoff. Die Trauerfeier fand am 27. Februar 1867 in St. Pantaleon zu Roxel statt. Er ist auf dem Friedhof von Roxel bestattet, wofür er eine Kreuzigungsgruppe gestiftet und das noch heute bestehende Familiengrab erworben hatte.

### Nachkommen
Auf Werner-Constantin gehen alle bis ins 20. und 21. Jahrhundert reichenden Familienzweige der Droste zu Hülshoff zurück. Sein ältester Sohn Heinrich von Droste zu Hülshoff erbte Burg Hülshoff mit deren Gutsbesitz, der über dessen einzigen Sohn Werner an Jutta Freifrau von Droste zu Hülshoff kam, welche ihn in die Annette von Droste zu Hülshoff-Stiftung einbrachte. Sein zweiter Sohn Clemens Friedrich Droste zu Hülshoff erbte Haus Stapel, das durch Heirat seiner Enkelin Ermengard in die Familie Raitz von Frentz überging. Sein jüngster Sohn Carl Caspar von Droste zu Hülshoff wurde Stammvater der bis heute blühenden Linie, die ursprünglich auf Schloss Hamborn ansässig war. Von dessen Sohn Heinrich von Droste zu Hülshoff und seinem Enkel Mariano Freiherr von Droste zu Hülshoff stammen die heutigen Namensträger Bernd von Droste zu Hülshoff und Wilderich von Droste zu Hülshoff mit ihren Nachkommen ab.